# Ансельм Паєн
Ансе́льм Пає́н, також Пайєн (фр. Anselme Payen; 6 січня 1795, Париж — 12 травня 1871, Париж) — французький хімік, який відкрив целюлозу.

## З біографії
Першим вивчив хімію целюлози та лігніну. При спробі розділити деревину на складові частини Паєн виявив, що при обробці її азотною кислотою утворюється волокниста речовина, аналогічна бавовні. Аналіз показав, що хімічна формула речовини — C6H10O5. Ці праці були опубліковані 1838 року, а наступного 1839 року в наукову літературу увійшов термін «целюлоза».
Найвідоміше відкриття Паєна, зроблене разом з Жан-Франсуа Персо 1833 року, — фермент діастаза (амілаза), яка розщеплює крохмаль на олігосахариди. Це був перший фермент, описаний в історії науки.
1962 року Американське хімічне товариство заснувало премію Ансельма Паєна.

## Праці
- Елементарний огляд про реактиви / Traité élémentaire des réactifs
- Дослідження про хміль / Mémoire sur le houblon
- Трактат про виготовлення різних сортів пива / Traité de la fabrication de diverses sortes de bières, 1822—1829
- Трактат про картоплю, її культуру, її різне застосування / avec Alphonse Chevallier, Traité de la pomme de terre, sa culture, ses divers emplois, Paris: Thomine, 1826, in-8°, VIII-160 p. Texte en ligne sur Wikisource
- Notice sur les moyens d'utiliser toutes les parties des animaux morts dans les campagnes [mémoire couronné par la Société royale et centrale d'Agriculture dans sa séance publique du 18 avril 1830], Paris: Impr. de Mme Huzard, 1830, in-8°, 136 p.
- Théorie des engrais et leurs applications spéciales dans l'agriculture, 1835, in-8° (insérée dans les Annales de l'agriculture française, 1835, 3e série, t. XV, p. 197—212, p. 283—298, p. 356—360, avec des " Réponses aux observations sur [ce mémoire] " dans les mêmes Annales, 1835, 3e série, t. XVI, p. 22-32 ; et avec, du même auteur, des " Notes sur le noir animalisé pour engrais des terres " dans les Annales de l'agriculture française, 1832, 3e série, t. IX, p. 242—2485
- Manuel du cours de chimie organique appliquée aux arts industriels et agricoles, 1841—1843
- Traité de la distillation des principales substances qui peuvent fournir de l'alcool